# Comté de Lincoln (Dakota du Sud)
Pour les articles homonymes, voir Comté de Lincoln.
Le comté de Lincoln est un comté situé dans l'État du Dakota du Sud, aux États-Unis. En 2010, sa population est de 44 828 habitants. Son siège est Canton.

## Histoire
Créé en 1862, le comté est nommé en l'honneur du président Abraham Lincoln.

## Villes du comté
- Cities :
  - Beresford (en partie)
  - Canton
  - Harrisburg
  - Lennox
  - Sioux Falls (en partie)
  - Tea
  - Worthing
- Towns :
  - Fairview
  - Hudson
- Census-designated place :
  - Shindler

## Démographie
Selon l'American Community Survey, en 2010, 96,48 % de la population âgée de plus de 5 ans déclare parler l'anglais à la maison, 1,0 % l'allemand, 0,94 % l'espagnol et 1,58 % une autre langue.
| 1870 | 1880  | 1890  | 1900   | 1910   | 1920   |
| ---- | ----- | ----- | ------ | ------ | ------ |
| 712  | 5 896 | 9 148 | 12 161 | 12 712 | 13 893 |

| 1930   | 1940   | 1950   | 1960   | 1970   | 1980   |
| ------ | ------ | ------ | ------ | ------ | ------ |
| 13 918 | 13 171 | 12 767 | 12 371 | 11 761 | 13 942 |

| 1990   | 2000   | 2010   | - | - | - |
| ------ | ------ | ------ | - | - | - |
| 15 427 | 24 131 | 44 828 | - | - | - |